# Lista de prêmios e indicações recebidos por Kanye West
Kanye West é um rapper americano que venceu 124 prêmios em 387 indicações, incluindo 24 Grammy's Awards. Seu álbum de estreia The College Dropout (2004), o fez vencedor do Melhor Álbum de Rap no Grammy Award, três MOBO Awards, e melhor Artista Estreante no BET Awards. Seu seugundo álbum, Late Registration (2005), recebeu sete indicações no Grammy, duas no BRIT Awards e Melhor Rapper no VIBE Music Awards. Stronger, o segundo single de seu terceiro álbum Graduation venceu Melhor Vídeo no MOBO Awards e foi indicado a Melhor Vídeo do ano VMA.

## American Music Awards
Kanye foi indicado 8 vezes na premiação anual e venceu em 2 delas.
| Ano  | Trabalho            | Categoria                              | Resultado |
| ---- | ------------------- | -------------------------------------- | --------- |
| 2004 | Kanye West          | Melhor Artista                         | Indicado  |
| 2004 | Kanye West          | Melhor Cantor de Rap/Hip-Hop           | Indicado  |
| 2004 | The College Dropout | Melhor Álbum de Rap/Hip-Hop            | Indicado  |
| 2006 | Kanye West          | Melhor Cantor Masculino de Rap/Hip-Hop | Indicado  |
| 2008 | Graduation          | Melhor Álbum de Rap/Hip-Hop            | Venceu    |
| 2008 | Kanye West          | Melhor Cantor Masculino de Rap/Hip-Hop | Venceu    |
| 2011 | Kanye West          | Melhor Cantor Masculino de Rap/Hip-Hop | Indicado  |
| 2011 | Watch the Throne    | Melhor Álbum de Rap/Hip-Hop            | Indicado  |

## Australia Video Music Awards
| Ano  | Trabalho    | Categoria                      | Resultado |
| ---- | ----------- | ------------------------------ | --------- |
| 2006 | Kanye West  | Cantor do Ano                  | Indicado  |
| 2006 | Gold Digger | Melhor Clipe de Hip-Hop do Ano | Venceu    |
| 2006 | Gold Digger | Música do Ano                  | Indicado  |

## ASCAP Awards
| Ano  | Trabalho                                           | Categoria                   | Resultado |
| ---- | -------------------------------------------------- | --------------------------- | --------- |
| 2005 | All Falls Down''                                   | Melhor Música de Rap do Ano | Venceu    |
| 2005 | Jesus Walks                                        | Melhor Música de Rap do Ano | Venceu    |
| 2005 | Slow Jamz                                          | Melhor Música de Rap do Ano | Venceu    |
| 2010 | Forever (com Drake)                                | Melhor Performance          | Venceu    |
| 2012 | E.T. (com Katy Perry)                              | Melhor Performance          | Venceu    |
| 2012 | All of the Lights (com Rihanna, Kid Cudi & Fergie) | Melhor Música Rap/R&B       | Venceu    |

## BET Awards
| Ano  | Trabalho                                           | Categoria                          | Resultado |
| ---- | -------------------------------------------------- | ---------------------------------- | --------- |
| 2004 | All Falls Down                                     | Escolha do Público                 | Indicado  |
| 2004 | Kanye West                                         | Melhor Cantor Masculino de Hip-Hop | Indicado  |
| 2004 | Kanye West                                         | Cantor Revelação                   | Indicado  |
| 2004 | Slow Jamz                                          | Melhor Colaboração                 | Indicado  |
| 2005 | Jesus Walks                                        | Clipe do Ano                       | Indicado  |
| 2005 | Kanye West                                         | Melhor Cantor de Hip-Hop           | Venceu    |
| 2005 | Jesus Walks                                        | Melhor Cantor Gospel               | Indicado  |
| 2006 | Gold Digger                                        | Clipe do Ano                       | Indicado  |
| 2006 | Kanye West                                         | Melhor Cantor de Hip-Hop           | Indicado  |
| 2006 | Gold Digger                                        | Melhor Colaboração                 | Indicado  |
| 2008 | Kanye West                                         | Melhor Cantor de Hip-Hop           | Venceu    |
| 2008 | Good Life                                          | Melhor Colaboração                 | Venceu    |
| 2008 | Good Life                                          | Clipe do Ano                       | Indicado  |
| 2009 | Love Lockdown                                      | Escolha do Público                 | Venceu    |
| 2009 | Heartless                                          | Clipe do Ano                       | Indicado  |
| 2011 | Kanye West                                         | Melhor Cantor Masculino de Hip-Hop | Venceu    |
| 2011 | Runaway                                            | Clipe do Ano                       | Indicado  |
| 2011 | Kanye West                                         | Diretor do Ano                     | Indicado  |
| 2011 | All of the Lights (com Rihanna, Kid Cudi & Fergie) | Melhor Colaboração do Ano          | Indicado  |
| 2012 | Otis (com Jay Z)                                   | Clipe do Ano                       | Venceu    |
| 2012 | Otis (com Jay Z)                                   | Melhor Colaboração                 | Indicado  |
| 2012 | Otis (com Jay Z)                                   | Escolha do Público                 | Indicado  |
| 2012 | Kanye West                                         | Diretor do Ano                     | Indicado  |
| 2012 | Jay-Z and Kanye West                               | Melhor Grupo                       | Venceu    |
| 2012 | Niggas in Paris (com Jay Z)                        | Clipe do Ano                       | Indicado  |
| 2013 | Mercy (com Big Sean, Pusha T & 2 Chainz)           | Vídeo do Ano                       | Indicado  |
| 2013 | Mercy (com Big Sean, Pusha T & 2 Chainz)           | Melhor Colaboração                 | Indicado  |
| 2013 | Jay-Z & Kanye West                                 | Melhor Grupo                       | Indicado  |

## BET Hip-Hop Awards
| Ano  | Trabalho                                             | Categoria                   | Resultado |
| ---- | ---------------------------------------------------- | --------------------------- | --------- |
| 2006 | Kanye West                                           | Produtor do Ano             | Indicado  |
| 2006 | Kanye West                                           | Melhor Performance Ao Vivo  | Indicado  |
| 2006 | Late Registration                                    | Melhor Álbum de Hip-Hop     | Indicado  |
| 2007 | Kanye West                                           | Compositor do Ano           | Indicado  |
| 2007 | Kanye West                                           | Produtor do Ano             | Indicado  |
| 2007 | Kanye West                                           | Melhor Performance Ao Vivo  | Venceu    |
| 2007 | Stronger                                             | Mlehor Clipe de Hip-Hop     | Venceu    |
| 2008 | Kanye West                                           | Melhor Performance Ao Vivo  | Venceu    |
| 2008 | Good Life                                            | Melhor Clipe de Hip-Hop     | Venceu    |
| 2008 | Good Life                                            | Melhor Colaboração          | Indicado  |
| 2008 | Kanye West                                           | Melhor Compositor           | Indicado  |
| 2008 | Kanye West                                           | MVP do Ano                  | Indicado  |
| 2008 | Good Life                                            | Música do Ano               | Indicado  |
| 2008 | Graduation                                           | Álbum do Ano                | Indicado  |
| 2008 | Put On (com Young Jeezy)                             | People's Champ Award        | Indicado  |
| 2009 | Put On (com Young Jeezy)                             | Melhor Colaboração          | Indicado  |
| 2009 | Kanye West                                           | Melhor Performance Ao Vivo  | Indicado  |
| 2009 | Kanye West                                           | Compositor do Ano           | Indicado  |
| 2009 | Kanye West                                           | Produtor do Ano             | Venceu    |
| 2009 | 808s & Heartbreak                                    | Álbum do Ano                | Indicado  |
| 2009 | Kanye West                                           | MVP do Ano                  | Indicado  |
| 2009 | Kanye West                                           | Cantor Mais Estiloso        | Indicado  |
| 2009 | Kanye West                                           | Hustler do Ano              | Indicado  |
| 2009 | Amazing                                              | People's Champ Award        | Indicado  |
| 2010 | Kanye West                                           | Cantor Mais Estiloso        | Venceu    |
| 2011 | All of the Lights (com Rihanna, Kid Cudi e Fergie)   | Melhor Clipe de Hip-Hop     | Indicado  |
| 2011 | Kanye West                                           | Melhor Performance Ao Vivo  | Indicado  |
| 2011 | Kanye West                                           | Compositor do Ano           | Indicado  |
| 2011 | Kanye West                                           | Produtor do Ano             | Indicado  |
| 2011 | My Beautiful Dark Twisted Fantasy                    | Álbum do Ano                | Venceu    |
| 2011 | Kanye West                                           | MVP do Ano                  | Indicado  |
| 2011 | Kanye West                                           | Cantor Mais Estiloso        | Indicado  |
| 2011 | Kanye West                                           | Hustler do Ano              | Indicado  |
| 2011 | "All of the Lights" (com Rihanna, Kid Cudi e Fergie) | Música do Ano               | Indicado  |
| 2011 | Kanye West                                           | Diretor do Ano              | Indicado  |
| 2012 | Kanye West                                           | Produtor do Ano             | Venceu    |
| 2012 | Kanye West                                           | Compositor do Ano           | Indicado  |
| 2012 | Kanye West                                           | MVP do no                   | Indicado  |
| 2012 | Kanye West                                           | Melhor Performancer ao Vivo | Indicado  |
| 2012 | Mercy (com Big Sean, Pusha T & 2 Chainz)             | Melhor Hit                  | Indicado  |
| 2012 | Mercy (com Big Sean, Pusha T & 2 Chainz)             | Reese's Combo Award         | Venceu    |
| 2012 | Kanye West                                           | Hustler do Ano              | Indicado  |
| 2012 | Mercy (com Big Sean, Pusha T & 2 Chainz)             | People's Champ Award        | Indicado  |
| 2012 | Mercy (com Big Sean, Pusha T & 2 Chainz)             | Melhor Vídeo de Hip-Hop     | Indicado  |
| 2012 | Kanye West                                           | Cantor Mais Estiloso        | Venceu    |
| 2012 | Watch The Throne (com Jay-Z)                         | Álbum do Ano                | Venceu    |

## Billboard Awards
| Ano  | Trabalho                                 | Categoria                    | Resultado |
| ---- | ---------------------------------------- | ---------------------------- | --------- |
| 2005 | Kanye West                               | Top Produtor                 | Indicado  |
| 2006 | Late Registration                        | Top R&B/Hip-Hop Album        | Indicado  |
| 2006 | Gold Digger                              | Hot R&B/Hip-Hop Song         | Indicado  |
| 2006 | Kanye West                               | Top R&B/Hip-Hop Artist       | Indicado  |
| 2006 | Kanye West                               | Top Male R&B/Hip-Hop Artist  | Indicado  |
| 2006 | Kanye West                               | Top R&B/Hip-Hop Album Artist | Indicado  |
| 2006 | Late Registration                        | Top Rap Album                | Venceu    |
| 2006 | Gold Digger                              | Hot Rap Track of the Year    | Venceu    |
| 2011 | My Beautiful Dark Twisted Fantasy        | Top Rap Album                | Indicado  |
| 2012 | E.T. (com Katy Perry)                    | Top Músicas Digitais         | Indicado  |
| 2012 | E.T. (com Katy Perry)                    | Top Hot 100                  | Indicado  |
| 2012 | E.T. (com Katy Perry)                    | Top Música Pop               | Indicado  |
| 2012 | Watch the Throne (com Jay Z)             | Top Álbum de Rap             | Indicado  |
| 2013 | Mercy (com Big Sean, Pusha T & 2 Chainz) | Top Música de Rap            | Indicado  |

## BRIT Awards
| Ano  | Trabalho           | Categoria                   | Resultado |
| ---- | ------------------ | --------------------------- | --------- |
| 2005 | Kanye West         | Ato Internacional Notável   | Indicado  |
| 2005 | Kanye West         | Melhor Cantor Masculino     | Indicado  |
| 2006 | Late Registration  | Melhor Álbum Internacional  | Indicado  |
| 2006 | Kanye West         | Melhor Cantor Internacional | Venceu    |
| 2008 | Kanye West         | Melhor Cantor Internacional | Venceu    |
| 2009 | Kanye West         | Melhor Cantor Internacional | Venceu    |
| 2011 | Kanye West         | Melhor Cantor Internacional | Indicado  |
| 2012 | Jay Z & Kanye West | Melhor Grupo Internacional  | Indicado  |

## ECHO Awards
| Ano  | Trabalho   | Categoria                                | Resultado |
| ---- | ---------- | ---------------------------------------- | --------- |
| 2008 | Kanye West | Melhor Artista Internacional Hip-Hop/R&B | Venceu    |

## Grammy Awards
| Ano  | Trabalho                                                         | Categoria                                       | Resultado |
| ---- | ---------------------------------------------------------------- | ----------------------------------------------- | --------- |
| 2005 | The College Dropout                                              | Álbum do Ano                                    | Indicado  |
| 2005 | The College Dropout                                              | Melhor Álbum de Hip-Hop                         | Venceu    |
| 2005 | Jesus Walks                                                      | Melhor Música do Ano                            | Indicado  |
| 2005 | Jesus Walks                                                      | Melhor Música de Hip-Hop do Ano                 | Venceu    |
| 2005 | Kanye West                                                       | Cantor Revelação                                | Indicado  |
| 2005 | Through the Wire                                                 | Melhor Performance de Rap Ao Vivo               | Indicado  |
| 2005 | The Diary of Alicia Keys (álbum de Alicia Keys) (como produtor)  | Melhor Álbum do Ano                             | Indicado  |
| 2005 | You Don't Know My Name (músicade Alicia Keys) (como produtor)    | Melhor Música R&B                               | Venceu    |
| 2005 | All Falls Down (com Syleena Johnson)                             | Melhor Colaboração Rap/Sung                     | Indicado  |
| 2005 | Slow Jamz (com Twista & Jamie Foxx)                              | Melhor Colaboração Rap/Sung                     | Indicado  |
| 2006 | They Say (com John Legend & Common)                              | Melhor Colaboração Rap/Sung                     | Indicado  |
| 2006 | Unbreakable (músicade Alicia Keys) (como produtor)               | Melhor Música R&B                               | Indicado  |
| 2006 | Diamonds from Sierra Leone                                       | Melhor Música de Hip-Hop                        | Venceu    |
| 2006 | Gold Digger                                                      | Gravação do Ano                                 | Indicado  |
| 2006 | Gold Digger                                                      | Melhor Performance de Rap Ao Vivo               | Venceu    |
| 2006 | Late Registration                                                | Melhor Álbum de Hip-Hop                         | Venceu    |
| 2006 | Late Registration                                                | Melhor Álbum do Ano                             | Indicado  |
| 2006 | The Emancipation of Mimi (álbum de Mariah Carey) (como produtor) | Melhor Álbum do Ano                             | Indicado  |
| 2008 | Can't Tell Me Nothing                                            | Melhor Música de Hip-Hop                        | Indicado  |
| 2008 | Classic (Better Than I've Ever Been)                             | Melhor Performance de dupla ou grupo de Hip-Hop | Indicado  |
| 2008 | Good Life (com T-Pain)                                           | Melhor Colaboração de Rap/Sung                  | Indicado  |
| 2008 | Good Life (com T-Pain)                                           | Melhor Música de Hip-Hop                        | Venceu    |
| 2008 | Graduation                                                       | Melhor Álbum do Ano                             | Indicado  |
| 2008 | Graduation                                                       | Melhor Álbum de Hip-Hop do Ano                  | Venceu    |
| 2008 | Southside (com Common)                                           | Melhor Performance de dupla ou grupo de Hip-Hop | Venceu    |
| 2008 | Stronger                                                         | Melhor Performance de Hip-Hop                   | Venceu    |
| 2009 | American Boy (com Estelle)                                       | Melhor Música do Ano                            | Indicado  |
| 2009 | American Boy (com Estelle)                                       | Melhor Colaboração de Rap/Sung                  | Venceu    |
| 2009 | Swagga Like Us (com T.I., Jay-Z, & Lil Wayne)                    | Melhor Música de Hip-Hop                        | Indicado  |
| 2009 | Swagga Like Us (com T.I., Jay-Z, & Lil Wayne)                    | Melhor Performance de dupla ou grupo de Hip-Hop | Venceu    |
| 2009 | "Put On" (com Young Jeezy)                                       | Melhor Performance de dupla ou grupo de Hip-Hop | Indicado  |
| 2010 | Amazing                                                          | Melhor Performance de dupla ou grupo de Hip-Hop | Indicado  |
| 2010 | Make Her Say                                                     | Melhor Performance de dupla ou grupo de Hip-Hop | Indicado  |
| 2010 | Ego Remix (com Beyoncé)                                          | Melhor Colaboração de Rap/Sung                  | Indicado  |
| 2010 | Knock You Down (com Keri Hilson & Ne-Yo)                         | Melhor Colaboração de Rap/Sung                  | Indicado  |
| 2010 | Run This Town (com Jay Z & Rihanna)                              | Melhor Colaboração de Rap/Sung                  | Venceu    |
| 2010 | Run This Town (com Jay Z & Rihanna)                              | Melhor Música de Hip-Hop                        | Venceu    |
| 2011 | Power                                                            | Melhor Performance de Hip-Hop                   | Indicado  |
| 2012 | All of the Lights (com Rihanna, Kid Cudi e Fergie)               | Música do Ano                                   | Indicado  |
| 2012 | All of the Lights (com Rihanna, Kid Cudi e Fergie)               | Melhor Colaboração de Rap/Sung                  | Venceu    |
| 2012 | All of the Lights (com Rihanna, Kid Cudi e Fergie)               | Melhor Música de Hip-Hop                        | Venceu    |
| 2012 | Otis" (com Jay Z)                                                | Melhor Música de Hip-Hop                        | Indicado  |
| 2012 | Otis" (com Jay Z)                                                | Melhor Performance de Hip-Hop                   | Venceu    |
| 2012 | Watch The Throne (com Jay Z)                                     | Melhor Álbum de Hip-Hop                         | Indicado  |
| 2012 | My Beautiful Dark Twisted Fantasy                                | Melhor Álbum de Hip-Hop                         | Venceu    |
| 2013 | Niggas in Paris (com Jay Z)                                      | Melhor Performance de Hip-Hop                   | Venceu    |
| 2013 | Niggas in Paris (com Jay Z)                                      | Melhor Música de Hip-Hop                        | Venceu    |
| 2013 | Mercy (com Big Sean, Pusha T & 2 Chainz)                         | Melhor Performance de Hip-Hop                   | Indicado  |
| 2013 | Mercy (com Big Sean, Pusha T & 2 Chainz)                         | Melhor Música de Hip-Hop                        | Indicado  |
| 2013 | No Church in the Wild (com Jay Z, Frank Ocean & The-Dream)       | Melhor Colaboração de Rap/Sung                  | Venceu    |
| 2013 | No Church in the Wild (com Jay Z, Frank Ocean & The-Dream)       | Melhor Clipe do Ano                             | Indicado  |
| 2014 | New Slaves                                                       | Melhor Música de Hip-Hop                        | Indicado  |
| 2014 | Yeezus                                                           | Melhor Álbum de Hip-Hop                         | Indicado  |
| 2015 | Bound 2 (com Charlie Wilson)                                     | Melhor Colaboração Rap/Sung                     | Indicado  |
| 2015 | Bound 2 (com Charlie Wilson)                                     | Melhor Música de Hip-Hop                        | Indicado  |

## Meteor Ireland Music Award
| Ano  | Trabalho   | Categoria                    | Resultado |
| ---- | ---------- | ---------------------------- | --------- |
| 2006 | Kanye West | Melhor Artista Internacional | Venceu    |
| 2008 | Kanye West | Melhor Artista Internacioanl | Indicado  |
| 2009 | Kanye West | Melhor Artista Internacional | Indicado  |

## MOBO Awards
| Ano  | Trabalho                            | Categoria                    | Resultado |
| ---- | ----------------------------------- | ---------------------------- | --------- |
| 2004 | Kanye West                          | Melhor Cantor de Hip-Hop     | Venceu    |
| 2004 | All Falls Down                      | Melhor Clipe                 | Indicado  |
| 2004 | Kanye West                          | Melhor Produtor              | Venceu    |
| 2004 | Talk About Our Love (com Brandy)    | Melhor Colaboração           | Indicado  |
| 2004 | Slow Jamz (com Twista & Jamie Foxx) | Melhor Colaboração           | Indicado  |
| 2004 | All Falls Down                      | Melhor Single                | Indicado  |
| 2004 | The College Dropout                 | Melhor Álbum                 | Venceu    |
| 2006 | Kanye West                          | Melhor Cantor Internacional  | Indicado  |
| 2006 | Kanye West                          | Melhor Cantor de Hip-Hop     | Indicado  |
| 2007 | Kanye West                          | Melhor Cantor Internacional  | Indicado  |
| 2007 | Kanye West                          | Melhor Ato do Hip-Hop        | Venceu    |
| 2007 | Stronger                            | Melhor Clipe                 | Venceu    |
| 2008 | Kanye West                          | Melhor Artista Internacional | Indicado  |
| 2009 | 808's & Heartbreak                  | Melhor Álbum                 | Indicado  |
| 2009 | Kanye West                          | Melhor Artista Hip-Hop       | Indicado  |
| 2009 | Kanye West                          | Melhor Artista Internacional | Indicado  |
| 2012 | Kanye West                          | Melhor Artista Internacional | Indicado  |

## MTV Europe Music Awards
| Ano  | Trabalho             | Categoria               | Resultado |
| ---- | -------------------- | ----------------------- | --------- |
| 2004 | Kanye West           | Melhor Ato do Hip-Hop   | Indicado  |
| 2005 | Kanye West           | Melhor Ato do Hip-Hop   | Indicado  |
| 2006 | Kanye West           | Melhor Ato do Hip-Hop   | Venceu    |
| 2006 | Kanye West           | Melhor Cantor Masculino | Indicado  |
| 2006 | "Touch the Sky"      | Melhor Clipe            | Indicado  |
| 2007 | Kanye West           | Ultimate Urban          | Indicado  |
| 2007 | "Stronger"           | Video Star              | Indicado  |
| 2008 | Kanye West           | Ultimate Urban          | Venceu    |
| 2009 | Kanye West           | Best Urban              | Indicado  |
| 2010 | Kanye West           | Best Male               | Indicado  |
| 2010 | Kanye West           | Best Hip-Hop            | Indicado  |
| 2011 | Kanye West           | Best Male               | Indicado  |
| 2011 | Kanye West and Jay-Z | Best Hip-Hop            | Indicado  |
| 2012 | Kanye West           | Best Male               | Indicado  |
| 2012 | Kanye West and Jay-Z | Best Hip-Hop            | Indicado  |

## MTV Video Music Awards
| Ano  | Trabalho                                           | Categoria                         | Resultado |
| ---- | -------------------------------------------------- | --------------------------------- | --------- |
| 2004 | "All Falls Down"                                   | Melhor Clipe Masculino            | Indicado  |
| 2004 | "All Falls Down"                                   | Revelação                         | Indicado  |
| 2004 | "All Falls Down"                                   | Melhor Clipe do Ano               | Indicado  |
| 2004 | "All Falls Down"                                   | Breakthrough Video                | Indicado  |
| 2004 | "Talk About Our Love"                              | Melhor Clipe de R&B               | Indicado  |
| 2004 | "Slow Jamz"                                        | MTV2 Award                        | Indicado  |
| 2005 | "Jesus Walks"                                      | Clipe do Ano                      | Indicado  |
| 2005 | "Jesus Walks"                                      | Melhor Clipe Masculino            | Venceu    |
| 2005 | "Jesus Walks"                                      | Melhor Clipe de Hip-Hop           | Indicado  |
| 2006 | "Gold Digger"                                      | Melhor Clipe Masculino            | Indicado  |
| 2006 | "Gold Digger"                                      | Melhor Clipe Masculino de Hip-hop | Indicado  |
| 2006 | "Gold Digger"                                      | Ringtone do Ano                   | Indicado  |
| 2007 | "Stronger"                                         | Clipe do Ano                      | Indicado  |
| 2007 | Kanye West                                         | Melhor Cantor Masculino do Ano    | Indicado  |
| 2007 | Kanye West                                         | Grupo do Ao                       | Indicado  |
| 2008 | "Homecoming"                                       | Melhor Clipe de Hip-Hop           | Indicado  |
| 2008 | "Good Life"                                        | Melhor Efeitos Especiais          | Venceu    |
| 2009 | "Love Lockdown"                                    | Clipe do Ano                      | Indicado  |
| 2009 | "Love Lockdown"                                    | Melhor Clipe Masculino            | Indicado  |
| 2009 | "Love Lockdown"                                    | Melhor Clipe de Hip-Hop           | Indicado  |
| 2009 | "Love Lockdown"                                    | Melhor Direção de Arte            | Indicado  |
| 2010 | "Forever"                                          | Melhor Clipe de Hip-Hop           | Indicado  |
| 2011 | All of the Lights (com Rihanna, Kid Cudi e Fergie) | Melhor Clipe Masculino            | Indicado  |
| 2011 | All of the Lights (com Rihanna, Kid Cudi e Fergie) | Melhor Colaboração                | Indicado  |
| 2011 | All of the Lights (com Rihanna, Kid Cudi e Fergie) | Melhor Clipe de Hip-Hop           | Indicado  |
| 2011 | All of the Lights (com Rihanna, Kid Cudi e Fergie) | Melhor Edição de Video            | Indicado  |
| 2011 | E.T.                                               | Melhor Direção                    | Indicado  |
| 2011 | E.T.                                               | Melhor Colaboração                | Venceu    |
| 2011 | E.T.                                               | Melhor Efeito Especial            | Venceu    |
| 2011 | E.T.                                               | Melhor Edição                     | Indicado  |
| 2011 | E.T.                                               | Melhor Direção de Arte            | Indicado  |
| 2011 | Power                                              | Melhor Direção de Arte            | Indicado  |
| 2011 | Power                                              | Melhor Efeito Especial            | Indicado  |
| 2012 | Mercy (com Big Sean, Pusha T & 2 Chainz)           | Melhor Clipe de Hip-Hop           | Indicado  |
| 2012 | Mercy (com Big Sean, Pusha T & 2 Chainz)           | Melhor Edição                     | Indicado  |
| 2012 | "Paris" (with Jay-Z)                               | Melhor Clipe de Hip-Hop           | Indicado  |
| 2012 | "Paris" (with Jay-Z)                               | Melhor Edição                     | Indicado  |
| 2012 | "Otis"                                             | Melhor Edição                     | Indicado  |

## MuchMusic Video Awards
| Ano  | Recipiente    | Categoria                  | Resultado |
| ---- | ------------- | -------------------------- | --------- |
| 2005 | "Jesus Walks" | Clipe Internacional do Ano | Venceu    |

## MTV Video Music Awards Brasil
| Ano  | Recipiente | Categoria                    | Resultado |
| ---- | ---------- | ---------------------------- | --------- |
| 2008 | Kanye West | Artista Internacional do Ano | Indicado  |
| 2012 | Kanye West | Artista Internacional do Ano | Indicado  |

## mtvU Woodie Award
| Ano  | Recipiente | Categoria         | Resultado |
| ---- | ---------- | ----------------- | --------- |
| 2008 | Kanye West | Performing Woodie | Indicado  |
| 2011 | Kanye West | Left Field Woodie | Venceu    |

## NRJ Music Awards
| Ano  | Recipiente           | Categoria                                   | Resultado |
| ---- | -------------------- | ------------------------------------------- | --------- |
| 2009 | Estelle & Kanye West | Group/Duo Internationale Troupe of the Year | Indicado  |
| 2009 | American Boy         | Best International Song                     | Indicado  |

## NME Awards
| Ano  | Recipiente | Categoria                 | Resultado |
| ---- | ---------- | ------------------------- | --------- |
| 2006 | Kanye West | Best Solo Artist          | Venceu    |
| 2010 | Kanye West | Villain of the Year       | Venceu    |
| 2011 | Kanye West | Best Solo Artist          | Venceu    |
| 2011 | Kanye West | Best Band Blog or Twitter | Indicado  |
| 2011 | Kanye West | Hero of the Year          | Indicado  |
| 2011 | Kanye West | Best Solo Artist          | Indicado  |

## O Music Awards
| Ano  | Recipiente | Categoria                     | Resultado |
| ---- | ---------- | ----------------------------- | --------- |
| 2011 | Kanye West | Innovative Artist             | Venceu    |
| 2011 | Kanye West | Must Follow Artist on Twitter | Indicado  |

## NAACP Image Awards
| Ano  | Trabalho                          | Categoria                               | Resultado |
| ---- | --------------------------------- | --------------------------------------- | --------- |
| 2005 | Kanye West                        | Outstanding New Artist                  | Venceu    |
| 2006 | Kanye West                        | Outstanding Male Artist                 | Indicado  |
| 2006 | "Diamonds from Sierra Leone"      | Outstanding Music Video                 | Indicado  |
| 2006 | "Diamonds from Sierra Leone"      | Outstanding Song                        | Indicado  |
| 2006 | Late Registration                 | Outstanding Album                       | Indicado  |
| 2008 | Kanye West                        | Outstanding Male Artist                 | Indicado  |
| 2008 | "Stronger"                        | Outstanding Music Video                 | Indicado  |
| 2008 | "Stronger"                        | Outstanding Song                        | Indicado  |
| 2008 | Graduation                        | Outstanding Album                       | Indicado  |
| 2009 | "American Boy" (w/ Estelle)       | Outstanding Duo, Group or Collaboration | Indicado  |
| 2009 | 808s & Heartbreak                 | Outstanding Album                       | Indicado  |
| 2011 | Kanye West                        | Outstanding Male Artist                 | Indicado  |
| 2011 | My Beautiful Dark Twisted Fantasy | Outstanding Album                       | Indicado  |

## O Music Awards
| Ano  | Recipiente | Categoria                     | Resultado |
| ---- | ---------- | ----------------------------- | --------- |
| 2011 | Kanye West | Innovative Artist             | Venceu    |
| 2011 | Kanye West | Must Follow Artist on Twitter | Indicado  |

## Soul Train Awards
| 2006 | "Gold Digger"                                       | Best R&B/Soul or Rap Dance Cut                      | Indicado |
| 2006 | "Gold Digger"                                       | Best R&B/Soul or Rap Music Video by Michael Jackson | Venceu   |
| 2009 | "808's & Heartbreak"                                | Album of the Year                                   | Indicado |
| 2009 | “Knock You Down”                                    | Best Collaboration                                  | Venceu   |
| 2011 | All of the Lights ((com Rihanna, Kid Cudi e Fergie) | Best Hip-Hop Song of the Year                       | Venceu   |
| 2011 | “Otis”                                              | Best Hip-Hop Song of the Year                       | Indicado |
| 2011 | All of the Lights ((com Rihanna, Kid Cudi e Fergie) | Best Song of the Year                               | Indicado |
| 2011 | Watch the Throne                                    | Album of the Year                                   | Indicado |

## Source Awards
| 2004 | Ano                                                    | Trabalho                   | Categoria | Resultado |
| 2004 | Kanye West                                             | Lyricist of the Year       | Indicado  |           |
| 2004 | Kanye West                                             | Live Performer of the Year | Indicado  |           |
| 2004 | Kanye West                                             | Producer of the Year       | Indicado  |           |
| 2004 | "Slow Jamz" (Kanye West featuring Twista & Jamie Foxx) | R&B/Rap Collaboration      | Indicado  |           |
| 2004 | The College Dropout                                    | Album of the Year          | Venceu    |           |
| 2004 | “Through the Wire”                                     | Video of the Year          | Venceu    |           |
| 2004 | Kanye West                                             | Breakthrough Artist        | Venceu    |           |

## Teen Choice Awards
| Ano  | Trabalho   | Categoria                        | Resultado |
| ---- | ---------- | -------------------------------- | --------- |
| 2005 | Kanye West | Choice Rap Artist                | Indicado  |
| 2006 | Kanye West | Choice Rap Artist                | Indicado  |
| 2006 | Kanye West | Choice Male Artist               | Indicado  |
| 2009 | Kanye West | Choice Rap Artist                | Venceu    |
| 2011 | Kanye West | Choice Music: R&B/Hip-Hop Artist | Indicado  |
| 2011 | Kanye West | Choice Music: R&B/Hip-Hop Track  | Indicado  |
| 2012 | Kanye West | Choice Music R&B/Hip-Hop Artist  | Indicado  |

## Video Music Award Japan
| Ano  | Trabalho                     | Categoria              | Resultado |
| ---- | ---------------------------- | ---------------------- | --------- |
| 2006 | "Gold Digger"                | Best Hip Hop Video     | Venceu    |
| 2006 | “Diamonds from Sierra Leone” | Best Male Video        | Indicado  |
| 2008 | "Stronger"                   | Best Hip Hop Video     | Venceu    |
| 2008 | “Stronger”                   | Best Video of the Year | Indicado  |

## Vibe Awards
| Ano  | Trabalho              | Categoria           | Resultado |
| ---- | --------------------- | ------------------- | --------- |
| 2004 | "Jesus Walks"         | Hottest Hook        | Indicado  |
| 2004 | "Slow Jamz"           | Coolest Collabo     | Indicado  |
| 2004 | "All Falls Down"      | Reelest Video       | Indicado  |
| 2004 | Kanye West            | Artist of the Year  | Indicado  |
| 2005 | "Gold Digger"         | Coolest Collabo     | Indicado  |
| 2005 | Kanye West            | Artist of the Year  | Indicado  |
| 2005 | Kanye West            | Best Rapper         | Venceu    |
| 2005 | Late Registration     | Album of the Year   | Indicado  |
| 2007 | Kanye West            | VStyle              | Indicado  |
| 2007 | Can't Tell Me Nothing | Mixtape of the Year | Venceu    |

## World Music Awards
| Ano  | Trabalho                                 | Categoria                               | Resultado |
| ---- | ---------------------------------------- | --------------------------------------- | --------- |
| 2004 | Kanye West                               | World's Best New Male Artist            | Venceu    |
| 2006 | Kanye West                               | World's Best Selling Hip-Hop/Rap Artist | Venceu    |
| 2007 | Kanye West                               | World's Best Selling Hip-Hop/Rap Artist | Indicado  |
| 2008 | Kanye West                               | World's Best Selling Hip-Hop/Rap Artist | Indicado  |
| 2013 | Kanye West                               | Best Male Artist                        | ASA       |
| 2013 | Kanye West                               | Best Artist Entertainer of The Year     | ASA       |
| 2013 | Jay-Z & Kanye West                       | Best Live Act                           | ASA       |
| 2013 | "Clique" (with Jay-Z and Big Sean)       | Best Song                               | ASA       |
| 2013 | Mercy (com Big Sean, Pusha T & 2 Chainz) | Best Song                               | ASA       |
| 2013 | Mercy (com Big Sean, Pusha T & 2 Chainz) | Best Video                              | ASA       |
| 2013 | "Nigga In Paris" (with Jay-Z)            | Best Video                              | ASA       |
| 2013 | Cruel Summer (with G.O.O.D Music)        | Best Album                              | ASA       |